# San Nicolás de Bari
San Nicolás de Bari ist eine Stadt und ein Municipio in der kubanischen Provinz Mayabeque. Bis 2010 gehörte das Municipio zur aufgelösten Provinz La Habana.
Das Municipio liegt westlich von Nueva Paz und östlich von Güines. Die Siedlung wurde im Jahr 1846 offiziell gegründet. Es zählt 21.563 Einwohner auf einer Fläche von 242 km², was einer Bevölkerungsdichte von 89,1 Einwohnern je Quadratkilometer entspricht.
San Nicolás de Bari ist in acht Stadtteile (Barrios) unterteilt: Babiney Prieto, Barbudo, Caimito, Gabriel, Jobo, Pipián, Pueblo y Paradero und Zaldívar.